# Чевлінге (комуна)
Комуна Чевлінге (швед. Kävlinge kommun) — адміністративно-територіальна одиниця місцевого самоврядування, що розташована в лені Сконе у південній Швеції.
Чевлінге 263-я за величиною території комуна Швеції. Адміністративний центр комуни — місто Чевлінге.

## Населення
Населення становить 29 401 чоловік (станом на вересень 2012 року). 
| Кількість населення комуни Чевлінге за 1810-2010 роки | Кількість населення комуни Чевлінге за 1810-2010 роки | Кількість населення комуни Чевлінге за 1810-2010 роки | Кількість населення комуни Чевлінге за 1810-2010 роки | Кількість населення комуни Чевлінге за 1810-2010 роки |
| ----------------------------------------------------- | ----------------------------------------------------- | ----------------------------------------------------- | ----------------------------------------------------- | ----------------------------------------------------- |
| Рік                                                   |                                                       |                                                       | Населення                                             |                                                       |
| 1810                                                  | 1810                                                  |                                                       | 5 596                                                 | 5 596                                                 |
| 1850                                                  | 1850                                                  |                                                       | 9 371                                                 | 9 371                                                 |
| 1900                                                  | 1900                                                  |                                                       | 10 946                                                | 10 946                                                |
| 1950                                                  | 1950                                                  |                                                       | 11 673                                                | 11 673                                                |
| 1970                                                  | 1970                                                  |                                                       | 14 496                                                | 14 496                                                |
| 1980                                                  | 1980                                                  |                                                       | 20 643                                                | 20 643                                                |
| 1990                                                  | 1990                                                  |                                                       | 23 178                                                | 23 178                                                |
| 2000                                                  | 2000                                                  |                                                       | 24 583                                                | 24 583                                                |
| 2010                                                  | 2010                                                  |                                                       | 29 013                                                | 29 013                                                |
| Джерело: SCB                                          |                                                       |                                                       |                                                       |                                                       |

## Населені пункти
Комуні підпорядковано 11 міських поселень (tätort) та низка сільських, більші з яких:
- Чевлінге (Kävlinge)
- Леддечепінґе (Löddeköpinge)
- Фурулунд (Furulund)
- Гофтеруп (Hofterup)
- Дешебру (Dösjebro)
- Сандскоґен (Sandskogen)
- Барсебек (Barsebäck)

## Галерея

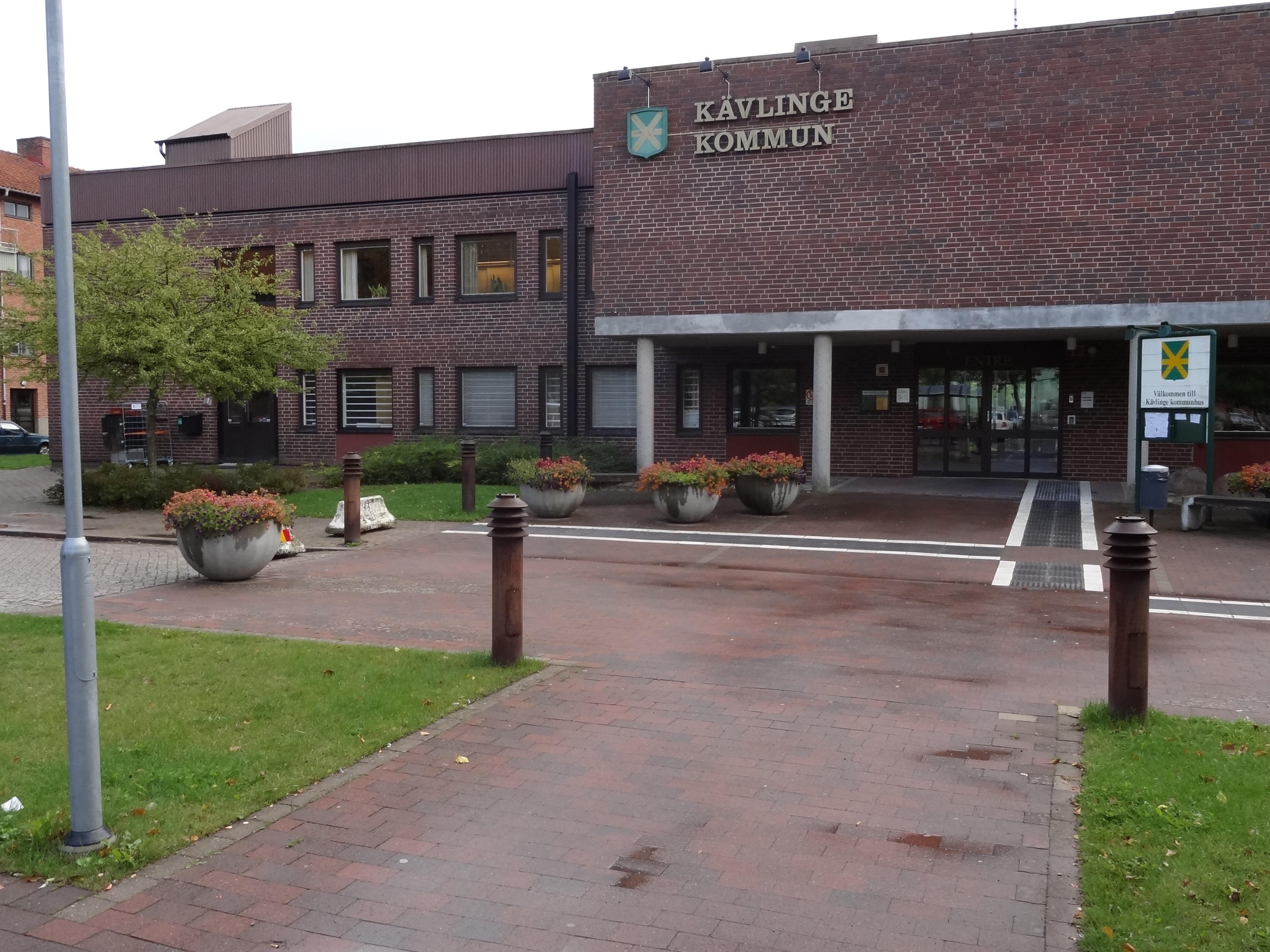
Управа комуни (Чевлінге)
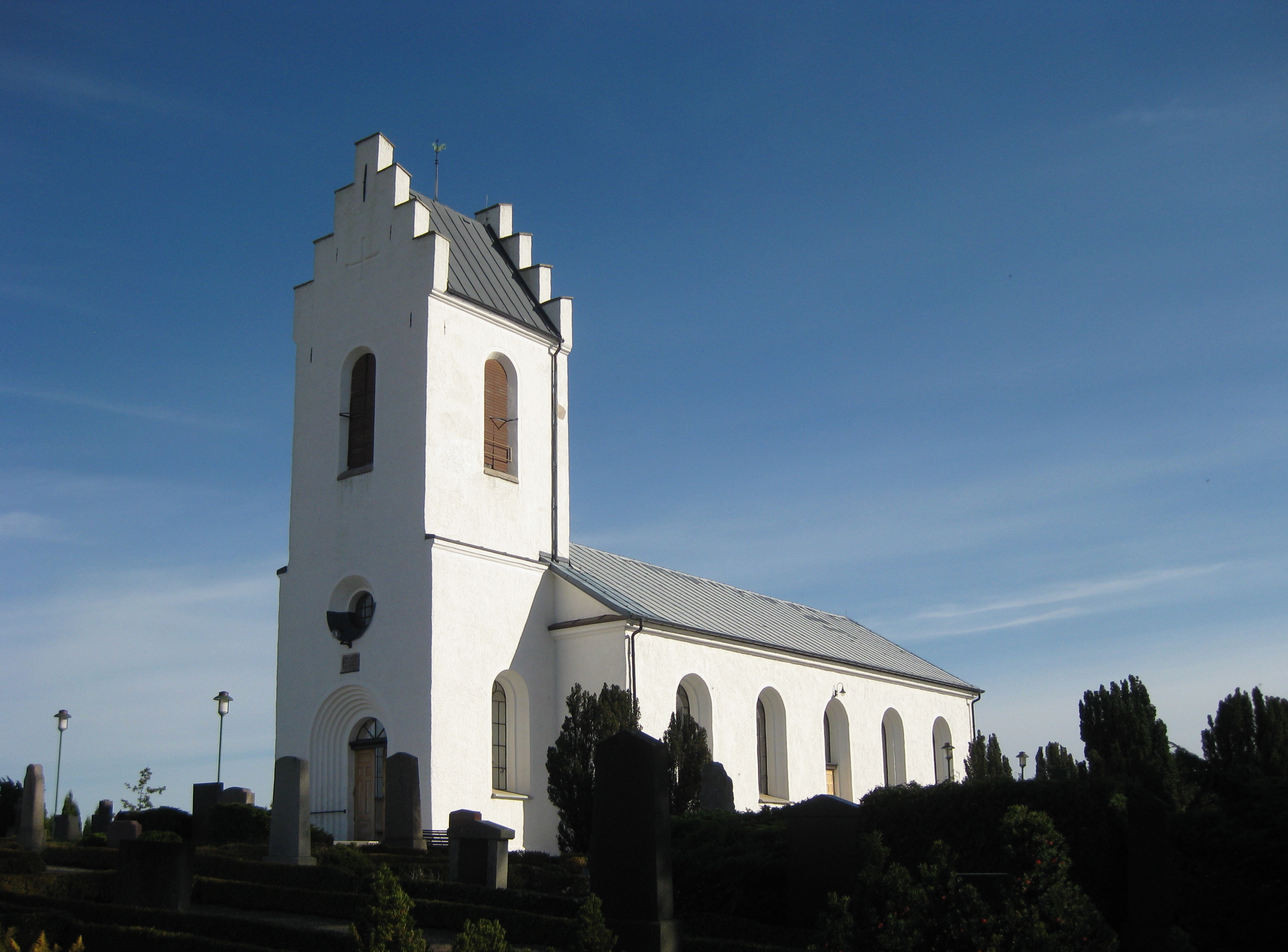
Церква (Даґсторп)
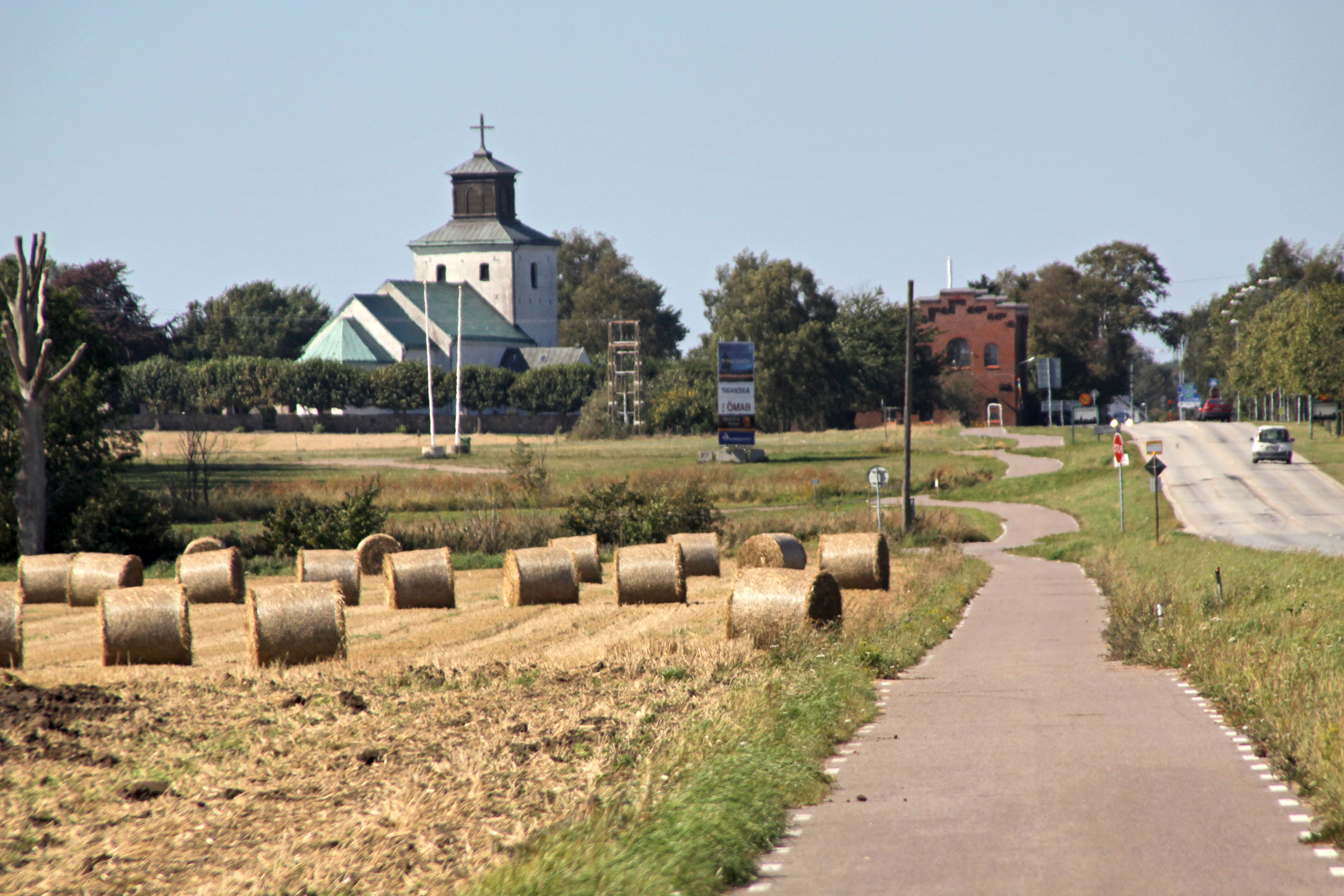
Містечко Леддечепінґе
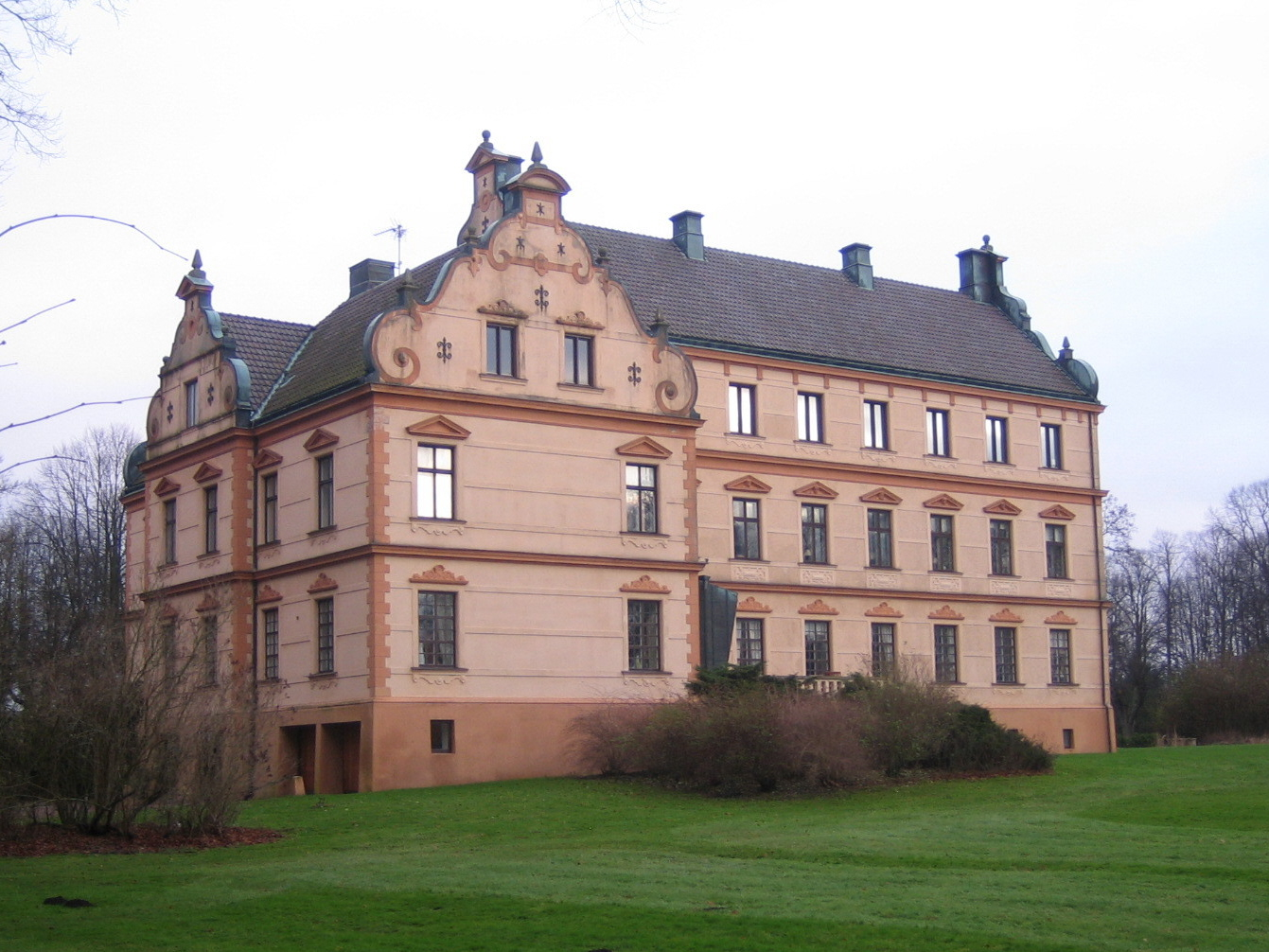
Замок Барсебек

## Виноски
1. ↑  Folkmangd i riket, lan och kommuner (шв.) . Центральне бюро статистики Швеції. Архів оригіналу за 20 серпня 2013. Процитовано 20 лютого 2013.